# Bulevar San Juan
El Bulevar San Juan es un bulevar que atraviesa el centro de la ciudad de Córdoba. La misma tiene un recorrido de aproximadamente 1,6 km y se extiende desde la calle Independencia hasta la calle Río Negro. Es la continuación del Bv. Arturo Illia desde el este, y al oeste de la avenida Santa Ana. La avenida tiene tres carriles por los dos sentidos de circulación. Atraviesa los barrios Nueva Córdoba, Centro y Alberdi, como así importantes áreas comerciales en la ciudad argentina de Córdoba.

## Toponimia
El nombre que recibe la artería es en base al nombre de la provincia argentina de San Juan. La parte de bulevar la recibe por su característica en los primeros tramos, ya que cuenta con un cantero sumamente arbolado dándole una imagen de avenida techada por un frondoso follaje.

## Transporte sobre la avenida
Dado su importante ubicación, es una avenida sumamente transitada. La arteria sirve como vía de comunicación con la Terminal de Ómnibus de Córdoba, gran número de automotores fluyen sobre ella, destacándose el alto tránsito de colectivos interurbanos y urbanos. 
Los corredores de las líneas locales que circulan sobre los principales tramos de la arteria son en gran cantidad, las líneas N del Corredor Naranja, mientras que solo un recorrido del Corredor Rojo, como es el caso de la línea R3. Del Corredor Azul, marca presencia las líneas A2 y A6. Del Corredor Verde sólo lo hace la línea V.
Tiene salida directa a la importantísima Ruta Nacional 9 que comunica a La Docta con Rosario y Buenos Aires.

## Otras características

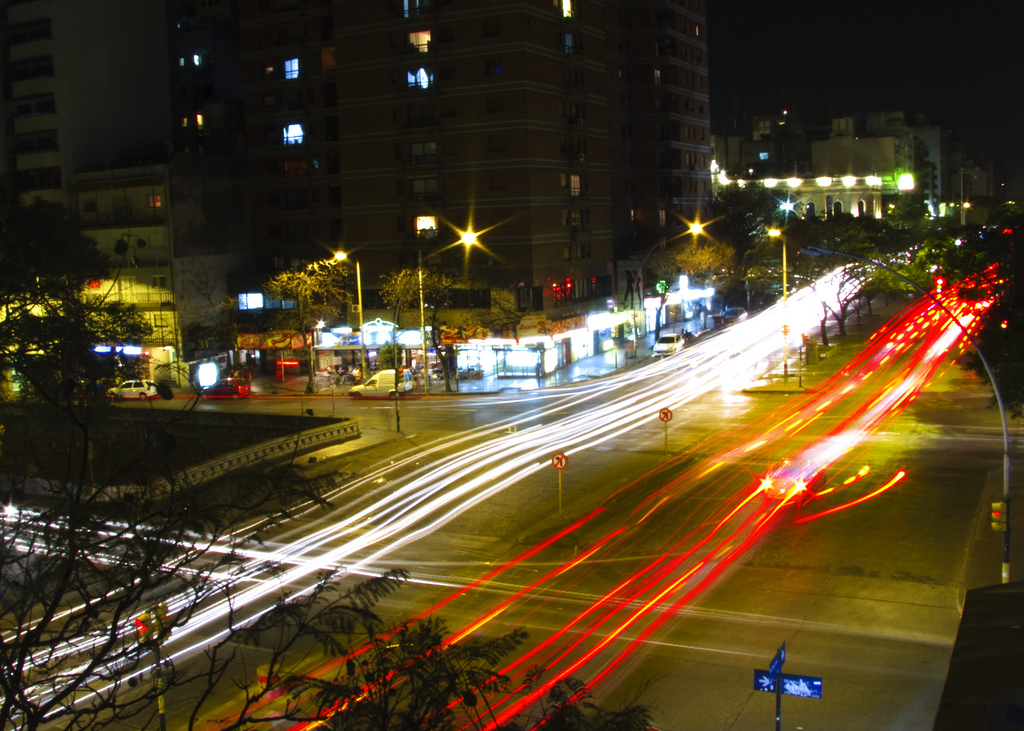
Cruce de la arteria con el arroyo La Cañada por la noche.

Sobre su recorrido, cruza el emblemático arroyo La Cañada, pero antes intersecciona en una importante esquina con las avenidas Vélez Sársfield e Hipólito Yrigoyen donde se emplaza el centro comercial Patio Olmos.
Su numeración catastral va del 0 al 1500. A partir del cruce con La Cañada la avenida va en una pronunciada pendiente, y en su tramo final hace una marcada curva y contracurva; todo esto debido al relieve del área.